# Una corda
Una corda (it.: één snaar) is een term uit de muziek. Het wordt zo genoemd omdat bij de eerste vleugels bij het indrukken van het linker pedaal de hamers allemaal wat naar rechts opschoven zodat deze bij elke toon slechts één snaar aansloegen, in plaats van de vanaf het midden-lage register (en opwaarts) gebruikelijke drie. Bij moderne vleugels worden twee snaren in plaats van drie aangeslagen. De una corda klank is een beetje gedempter en minder boventoonrijk.
De aanduiding una corda wordt in het algemeen opgeheven door de aanduiding tre corde (it.: drie snaren); slechts bij uitzondering wordt de aanduiding opgeheven door middel van dynamische tekens. De Duitse term voor una corda luidt: mit Verschiebung.
Bij staande piano's plaatst het linkerpedaal de hamers iets dichter bij de snaren, waardoor het una corda effect een beetje wordt benaderd.